# 896年
| 千纪： | 1千纪                                                                                           |
| 世纪： | 8世纪 \| 9世纪 \| 10世纪                                                                        |
| 年代： | 860年代 \| 870年代 \| 880年代 \| 890年代 \| 900年代 \| 910年代 \| 920年代                       |
| 年份： | 891年 \| 892年 \| 893年 \| 894年 \| 895年 \| 896年 \| 897年 \| 898年 \| 899年 \| 900年 \| 901年 |
| 纪年： | 丙辰年（龙年）；唐寧三年；南诏嵯耶八年；董昌顺天二年；日本寬平八年                              |

## 大事记
- 李茂貞進逼京畿，唐昭宗離開京師駕臨華州，被韓建所控。
- 保加利亚大公西缅（Симеон I）（？－927年）击败拜占廷。
- 錢鏐擊敗脫離唐朝稱帝的軍閥董昌，控制兩浙地區。
- 薛王李知柔出任清海軍節度使，廣州牙將盧琚派譚弘玘據端州 （今廣東肇慶端州區）拒之，劉隱出兵奇襲肇慶、廣州迎接李知柔出任清海軍節度使，並成為兩廣地區最大的割據勢力。
- 唐朝任馬殷為武安軍節度使。

## 逝世
- 博义六世，天主教教皇波尼法爵六世。

### 中国
- 董昌，中国唐朝末年军阀之一。